# Jean van der Westhuyzen
Jean van der Westhuyzen (Città del Capo, 9 dicembre 1998) è un canoista sudafricano naturalizzato australiano, vincitore della medaglie d'oro nel K-2 1000 m ai Giochi olimpici di Tokyo 2021.

## Palmarès
- Giochi olimpici

Tokyo 2020: oro nel K2 1000 m.
Parigi 2024: bronzo nel K2 500 m.
- Mondiali

Dartmouth 2022: argento nel K-1 500 m  e bronzo nel K-2 500 m.
Duisburg 2023: argento nel K-1 500 m.
- Campionati mondiali di maratona canoa/kayak

Pietermaritzburg 2017: bronzo nel K-2.